# Sebasthetops omaliniformis
Sebasthetops omaliniformis är en skalbaggsart som beskrevs av Manfred A. Jäch 1998. Sebasthetops omaliniformis ingår i släktet Sebasthetops och familjen vattenbrynsbaggar. Inga underarter finns listade i Catalogue of Life.